# BJ・フローレス
BJ・フローレス（BJ Flores、1979年1月29日 - ）は、アメリカ合衆国のプロボクサー。カリフォルニア州サンフランシスコ出身。長いリーチから放つ強打を武器にする選手。

## 来歴
2003年5月3日、フローレスはプロデビューを果たし初回1分2秒TKO勝ちを収めた。
2003年5月17日、アトランティックシティのトランプ・タージ・マハル内マーク・G・エテスズアリーナでジム・フランクリンと対戦し4回3-0（40-34、40-36、40-35）の判定勝ちを収めた。
2004年9月25日、クルス・キンターナと対戦し、初回2分11秒TKO勝ちを収めた。
2005年7月15日、フランク・ウォルカーと対戦し、8回3-0（80-72、2者が79-73）の判定勝ちを収めた。
2006年5月13日、アリ・スプレーメと対戦し、初回2分24秒TKO勝ちを収めた。
2007年3月2日、パトリック・ンワムと対戦し、12回判定勝ちを収めた。
2008年2月28日、USBA全米クルーザー級王者ダーネル・ウィルソンと対戦し、12回3-0（115-113、116-112、118-110）の判定勝ちを収め王座獲得に成功した。
2009年1月23日、マット・ヒックスと対戦し、3回2分50秒TKO勝ちを収めた。
2009年3月21日、ホセ・ルイス・ヘレーラとNABO北米クルーザー級王座決定戦を行い、10回判定勝ちを収め王座獲得に成功した。
2009年8月15日、エピファノ・メンドーサと対戦し4回1分19秒TKO勝ちを収め、初防衛に成功した。
2010年11月17日、IBO世界クルーザー級王者で元世界2階級制覇王者のダニー・グリーンと対戦し、初敗戦となる12回0-3（110-118、111-118、112-117）の判定負けを喫し王座獲得に失敗した。
2011年7月23日、ニコラス・イアンヌジーとNABA北米クルーザー級並びにNABO北米クルーザー級暫定王座決定戦を行い、5回終了時イアンヌジーの棄権によるTKO勝ちを収め王座獲得に成功した。
2011年10月15日、パウル・ジェネッテとWBCアメリカ大陸並びにWBAフェデラテンクルーザー級王座決定戦を行い、10回3-0（3者共に100-90）の判定勝ちを収め王座獲得に成功した。
2012年10月6日、NABO北米クルーザー級王者デビット・マクネマーとNABA北米クルーザー級王座決定戦を行い、2回2分14秒TKO勝ちを収め王座獲得に成功した。
2014年6月27日、ラスベガスのザ・ジョイントでアンソニー・カプト・スミスと対戦し、8回3-0（3者共に80-72）の判定勝ちを収めた。
2015年7月25日、パームス内ザ・パールで元WBA世界ライトヘビー級スーパー王者ベイブット・シュメノフとWBA世界クルーザー級暫定王座決定戦を行い、12回0-3（3者共に112-116）の判定負けを喫し王座獲得に失敗した。
2016年10月15日、リヴァプールのエコ・アリーナ・リヴァプールでWBC世界クルーザー級王者トニー・ベリューと対戦するが、2回に3度、3回に1度の計4度のダウンを奪われプロキャリア初のKO負けとなる、3回2分11秒TKO負けを喫し王座獲得に失敗した。

## 獲得タイトル
- USBA全米クルーザー級王座
- NABO北米クルーザー級王座
- NABA北米クルーザー級王座
- NABO北米クルーザー級暫定王座
- WBCアメリカ大陸クルーザー級王座
- WBAフェデラテンクルーザー級王座